# Кішка з Бородянки
Кішка з Бородянки — кішка на ім'я Glory (укр. Глорія), яку врятували з сьомого поверху розбомбленої російськими військами під час вторгнення в Україну будівлі у Бородянці, де вона прожила близько двох місяців без їжі та води.
Разом із песиком Патроном, собакою Кримом та півником васильківської майоліки кішка Глорія стала персонажем багатьох інтернет-мемів і символом незламності українського народу у боротьбі з російськими окупантами.

## Історія

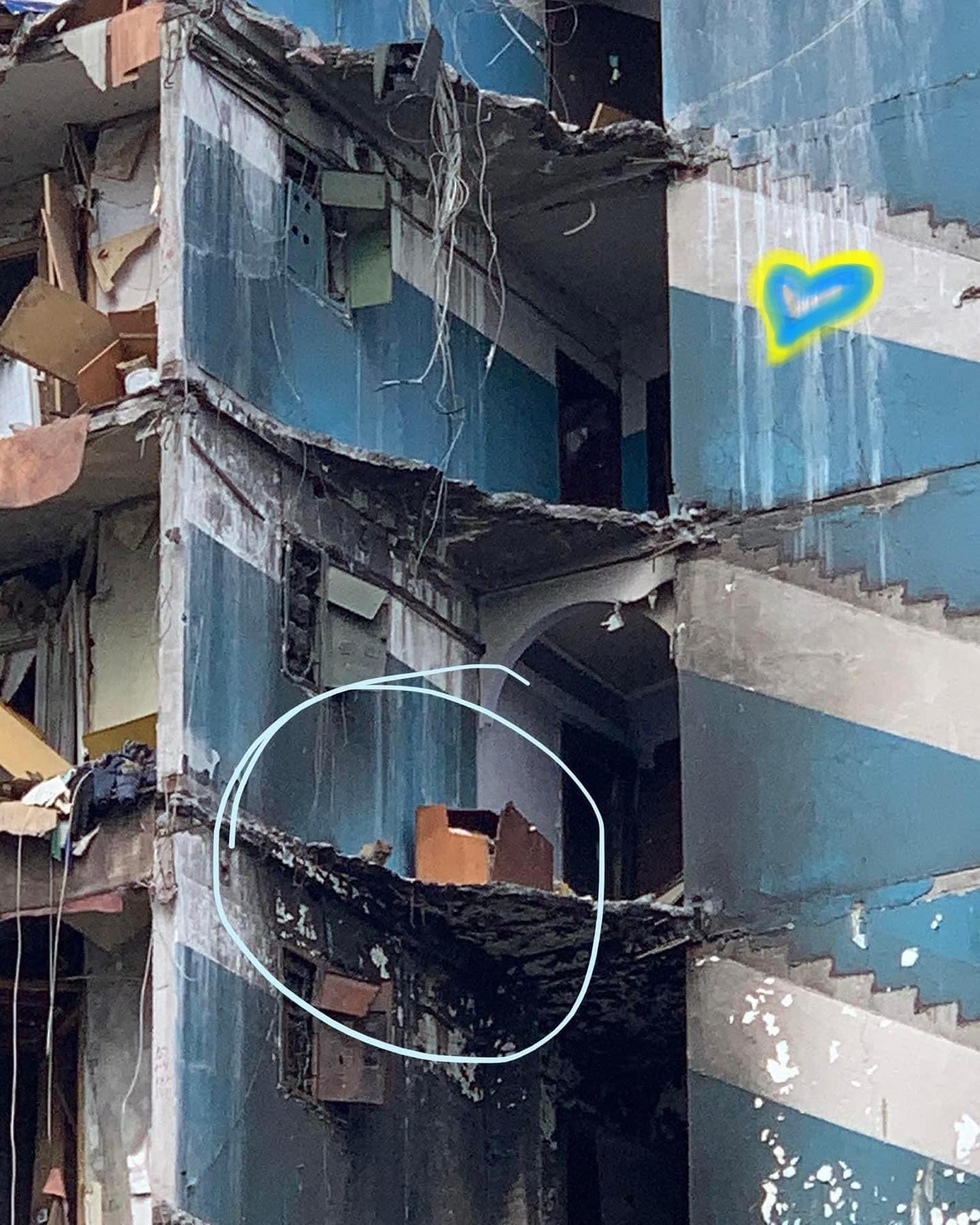
Кішка на 7-му поверсі зруйнованої будівлі

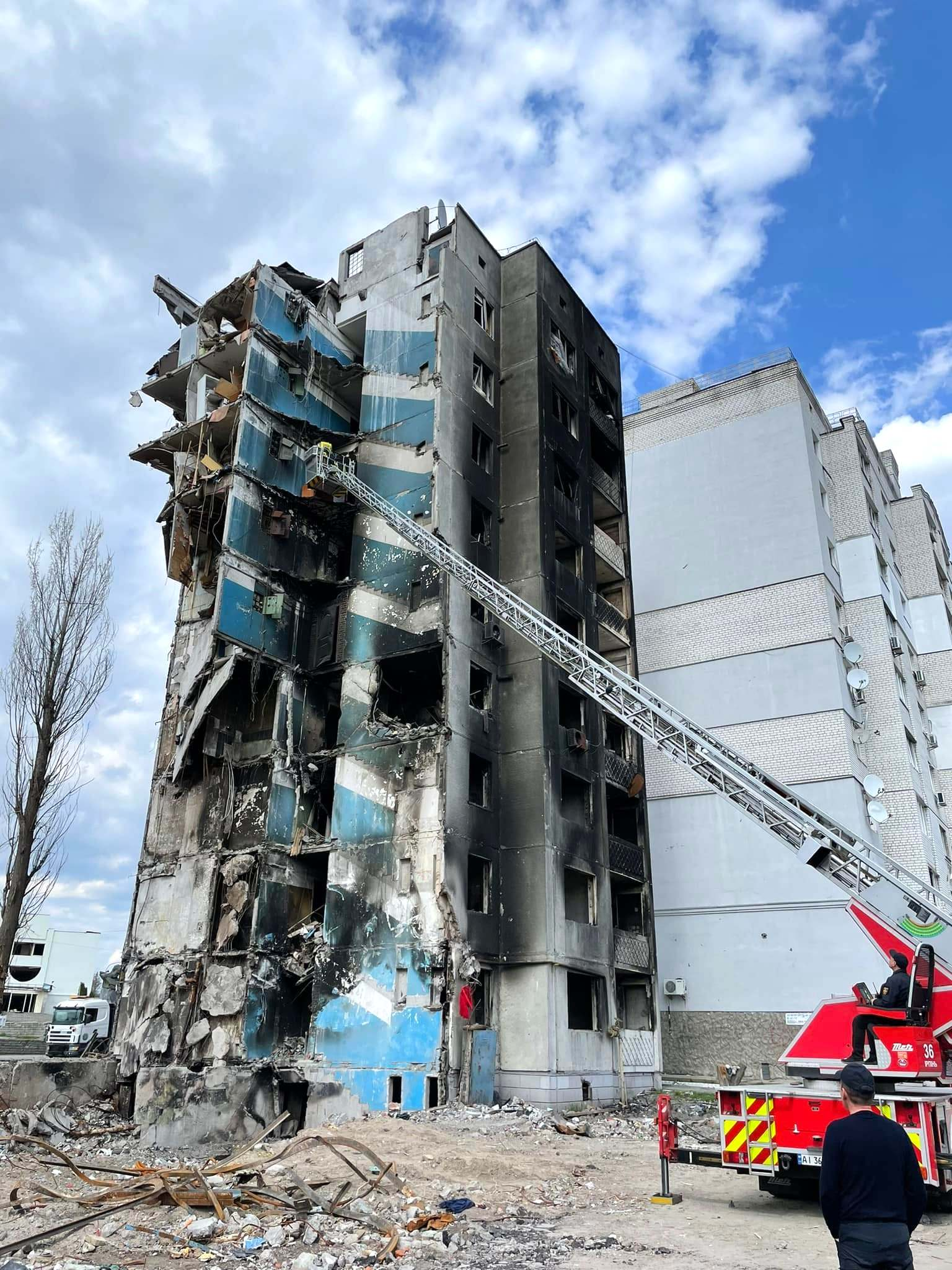
Порятунок кішки ДСНС

Кішка Глорія народилась 2010 року у Бородянці. Власники кішки Анастасія та Руслан Луньови. 27 лютого 2022 року під час російського вторгнення в Україну родина Луньових пішла в гості до батьків і не змогла повернутись додому через безперервні бомбардування. Їхній будинок зруйновано на початку березня, родині вдалось виїхати з міста.
2 травня 2022 року волонтери організації «Зоопатруль» повідомили, що разом із працівниками Державної служби надзвичайних ситуацій, врятували кішку, яку помітили на сьомому поверсі напівзруйнованої багатоповерхівки. Кішка провела понад два місяці в зруйнованій будівлі й дивом вижила. Волонтери повідомили, що помістили кішку у ветеринарну клініку і її життю нічого не загрожує.
Волонтери Зоопатруля назвали кішку Шафа на честь шафи з півником васильківської майоліки з іншого зруйнованого будинку у Бородянці. Кішка стала персонажем багатьох інтернет-мемів. Вона має постійний сердитий вираз мордочки, характерний для багатьох котів перської породи. Через що користувачі соцмежереж зазначали, що її вираз відповідає ставленню українців до росіян. Її часто називають українським Grumpy Cat через схожі вирази мордочки. У кішки з'явилась сторінка в Інстаграмі, яка швидко набула популярності. Разом із песиком Патроном кішка стала символом незламності українського народу у боротьбі з російськими окупантами.
Через деякий час мешканці зруйнованого будинку повідомили, що кішку звати Glory (Глорія), у неї є господарі, і вони її не покинули, а перед евакуацією не змогли знайти. Після врегулювання непорозумінь між Зоопатрулем і власниками кішки, її повернули справжній власниці Анастасії Луньовій.